# Kostel Narození Panny Marie (Michle)
Kostel Narození Panny Marie v Praze 4–Michli je barokní římskokatolický farní kostel, postavený původně jako kaple Panny Marie a Čtrnácti svatých pomocníků v roce 1724. Poblíž kostela je budova michelské farnosti, kterou je duchovně spravován. Kostel je chráněn jako nemovitá kulturní památka České republiky.

## Historie

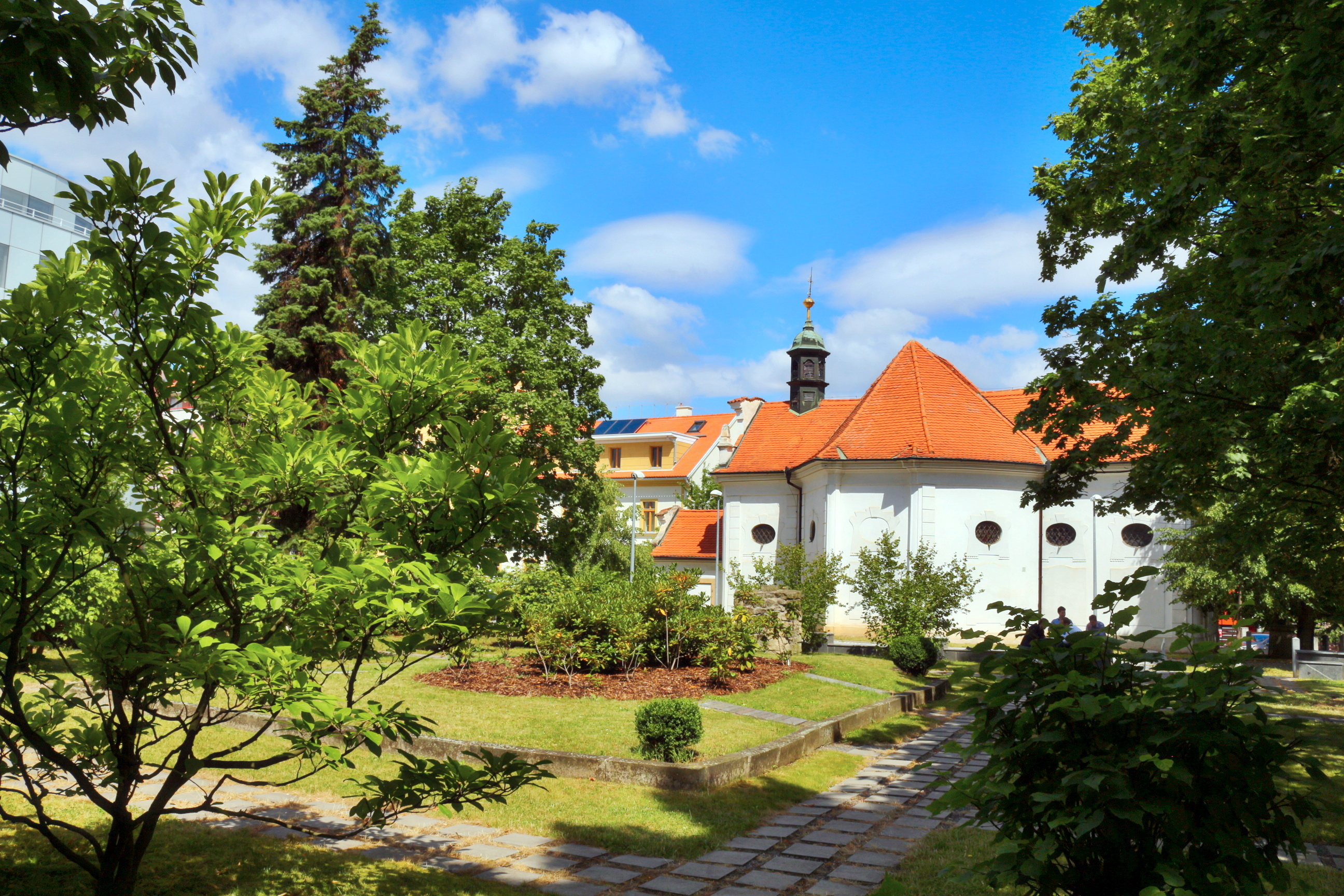
Pohled na kostel z přilehlého parčíku

Podle fundační a donační listiny z 8. července roku 1724 dal univerzitní profesor práv Václav Neumann z Puchholtze zřídit kapli „ku cti Panny Marie a Čtrnácti sv. pomocníků“, nad kterou držela patronát právnická a lékařská fakulta Karlo-Ferdinandovy univerzity. O stavbě nejsou zaznamenány žádné zprávy, pravděpodobně byla vystavěna za jediný rok. O čtyři roky později, 28. září 1728 generální vikář Josef Daniel Mayer z Mayernu vysvětil dva přenosné postranní oltáře a vložil do nich relikvie sv. Inocence a sv. Viktora. Prvním knězem se zde v letech 1724–1730 stal Jan Šebesta. Jmění kostela činilo 700 zlatých, jeho bohoslužby, křty a správu zajišťovali misionářsky kněží, většinou z Vršovic. Od roku 1741 do roku 1946 byly události michelského kostela a církve zaznamenávány v pamětních knihách.
Od roku 1801 byla vedena samostatná kniha křtů, sňatků a pohřbů. Roku 1857 byla při tomto kostele zřízena samostatná michelská farnost. K jejím nejvýznamnějším kněžím patřil v letech 1914–1917 pozdější kardinál a arcibiskup pražský Josef Beran. Kromě pastorační činnosti ve farnosti se věnoval i Útulku sv. Josefa pro hluchoněmé v Krči.
Až do roku 1903, kdy byla zřízena nová římskokatolická farnost u kostela sv. Václava v Nuslích, sloužil chrám jako farní i pro samostatné město Nusle.
Kostel na půdorysu nepravidelného osmiúhelníku s presbytářem a předsíní v podobě dvou obdélných přístavků má neobyčejně silné zdi, sanktusovou věžičku a dva barokní štíty. Kostel je orientovaný oltářem na východ. Na východním průčelí je v kamenné kartuši vytesán erb zakladatele, vsazený do římsy.

### Hřbitov
Okolo kostela se původně rozkládal hřbitov. Protože již nedostačoval, byl v polovině 19. století obcí Michle založen hřbitov nový v katastru obce Krč. Od kostela vedla k novému hřbitovu původně také cesta.

## Interiér
Vnitřní zařízení je různorodé a pochází z 18. až 20. století. Hlavní oltář Narození Panny Marie sestává z obrazu Seslání dítěte Panny Marie sv. Anně a sv. Jáchymovi, tuto olejomalbu namaloval Jan Heřman roku 1889.. Na oltářní přepážce jsou vztyčeny dvě barokní sochy českých patronů: sv. Václav ve zbroji a sv. Jan Nepomucký, polychromované dřevořezby z počátku 18. století, které sem byly přeneseny z postranních oltářů. Na jižním postranním oltáři v barokním rámu s andílčími hlavičkami stojí kopie sochy Michelské madony, zhotovená před rokem 1949. Kazatelna, dnes odstraněná, byla novorenesanční, podle návrhu stav. rady Krcha, na dřevěné výplně její poprsnice namaloval Josef Scheiwl čtyři evangelisty. Kropenky u vchodu do kostela zhotovil Roman Podrázský.

### Michelská madona

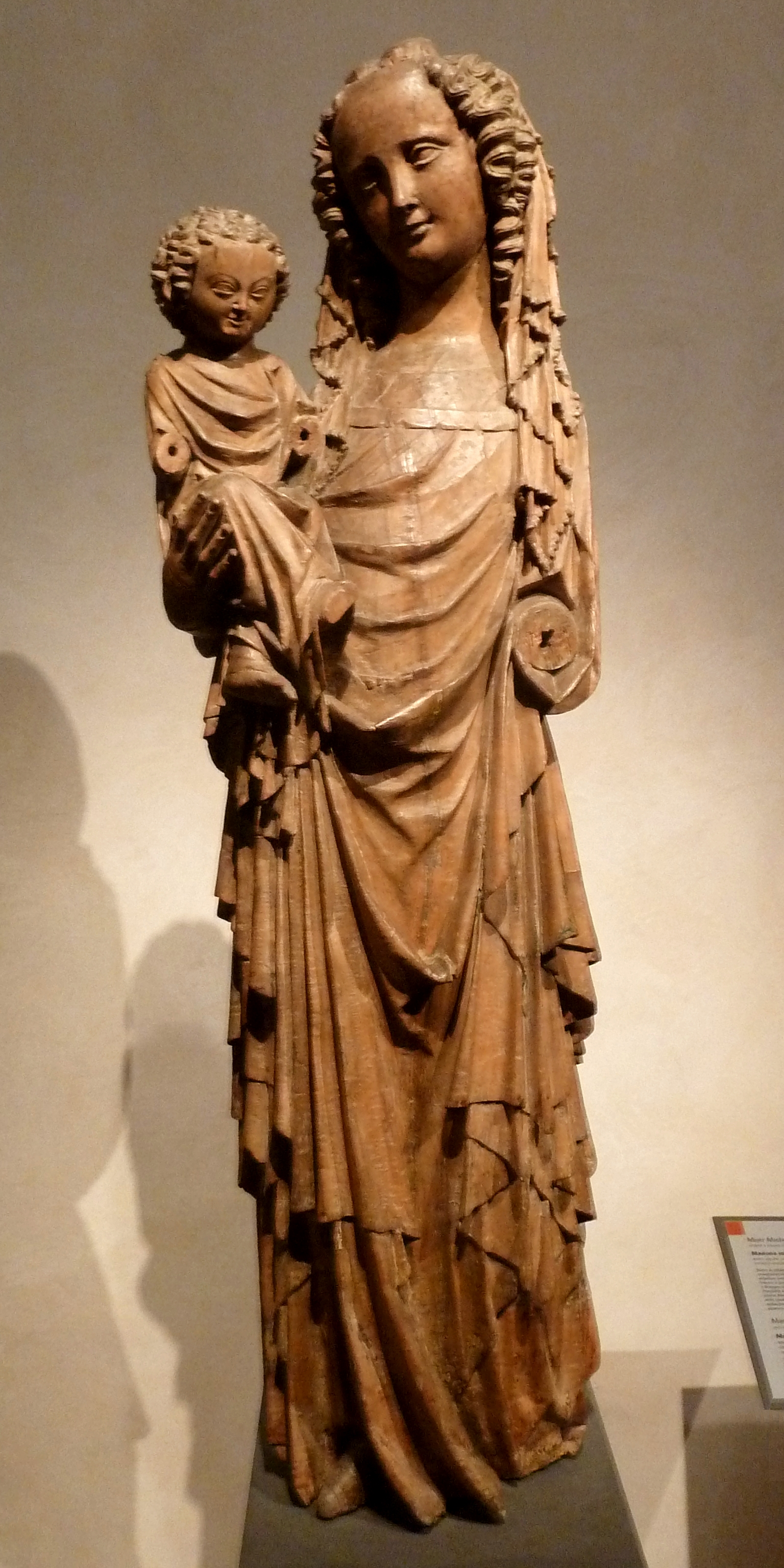
Michelská madona

Nejméně od roku 1856 je v tomto kostele uctívána milostná soška Michelské madony, kterou kostelu měl darovat zdejší farník, kamnář František Halla, dříve než se odstěhoval do Brna Není však jisté, zda ji neměl pouze v úschově v dobách válečných.
Jde o jedno z prvních a  nejvýznamnějších děl českého vrcholně gotického sochařství z počátku vlády Karla IV., ze skupiny soch, považovaných historiky umění za základ české gotické sochařské školy.
Dodnes je jedna její kopie umístěna na pravém (jižním) bočním oltáři. Oproti originálu je pozlacená, má obě ruce a insignie Královny andělů (korunku a žezlo). Druhá kopie z roku 1949 se nachází na faře.
Dřevořezba stojící Panny Marie Královny s oblečeným Ježíškem na pravé paži má na hlavě zbytek kruhového dýnka po královské koruně s dekorativně řezanými loknami. Do roku 1948 měla ona i Ježíšek vysokou stříbrnou korunku, která se ztratila. V levé ruce madona držela královské žezlo. Tělo zdobí přemíra schematických, ostře řezaných záhybů oděvu. Socha je vyřezána z hruškového dřeva. Komorní formát 120 cm výšky prozrazuje, že byla umístěna uvnitř oltářního výklenku nebo oltářní archy. Polychromie se nedochovala. Originál sošky byl roku 1949 zakoupen do sbírek Národní galerie v Praze pod inventárním číslem P 701. Je vystaven ve stálé expozici v Anežském klášteře. Do michelského kostela byla zhotovena kopie této sochy.
Z dílny takzvaného Mistra Michelské madony či jeho vlivu se dochovalo asi deset dřevořezeb z let 1320–1360. Patří k nim socha sv. Floriána z kláštera augustiniánů v hornorakouském Sankt Florianu, soška Broumovské madony, madonka z Dýšiny u Plzně, madona z Hrabové, Prostějovská madona, Znojemská madona, dva korpusy Krista – od karmelitek na Hradčanech a z Ostřice; snad také v poslední době objevená madona na lvu z Klosterneuburgu, zakoupená do Národní galerie v Praze. O původu a působišti Mistra Michelské madony historikové umění vedou spory, v úvahu přichází Praha, Brno nebo Olomouc.

## Varhany
Varhany se nacházejí v zábradlí kůru. Hrací stůl je vestavěn do zadní části skříně varhan. Varhany postavila v roce 1891 pražská varhanářská firma Josef Rejna a Josef Černý.
Varhany jsou jednomanuálové s mechanickou trakturou a zásuvkovou vzdušnicí. Původně měly 6 rejstříků, které byly někdy v 50.–60. letech doplněny o další dva rejstříky na kuželkové vzdušnici, napojené na stávající nástroj pneumatickou trakturou. K varhanám byla také přidána pedálová spojka a tremolo.
Dispozice varhan
Manuál C-f3, 54 tónů
- Principál 8´
- Kryt 8´
- Salicionál 8´
- Flétna 4´
- Oktáva 4´
- Flétna šustivá 2´(přidaná)
- Mixtura 1 1/3´ 3× (přidaná)

Pedál C-c1, 25 tónů
- Subbass 16´
- I/P

## Současnost
Kostel tvoří farnost dohromady s kostelem svatého Františka z Assisi v Krči. Od roku 1996 ji spravují Misionáři Identes. Současným administrátorem je Alberto Giralda Cid (působil zde v letech 1996–2011 a znovu od roku 2018), mezitím zde byl administrátorem Antonín Lukeš, MId.
Od poloviny 90. let 20. století je kostel obklopen výškovými budovami kvůli budovanému BB Centru v lokalitě Brumlovky.
Provoz po nedokonale řešené silnici v těsné blízkosti kostela způsobil poškození obvodových zdí, tudíž muselo dojít v roce 2000 k rekonstrukci. Navzdory této rekonstrukci a upravení ulice Baarovy však problémy s prasklinami ve zdích zůstávají.

## Fotogalerie

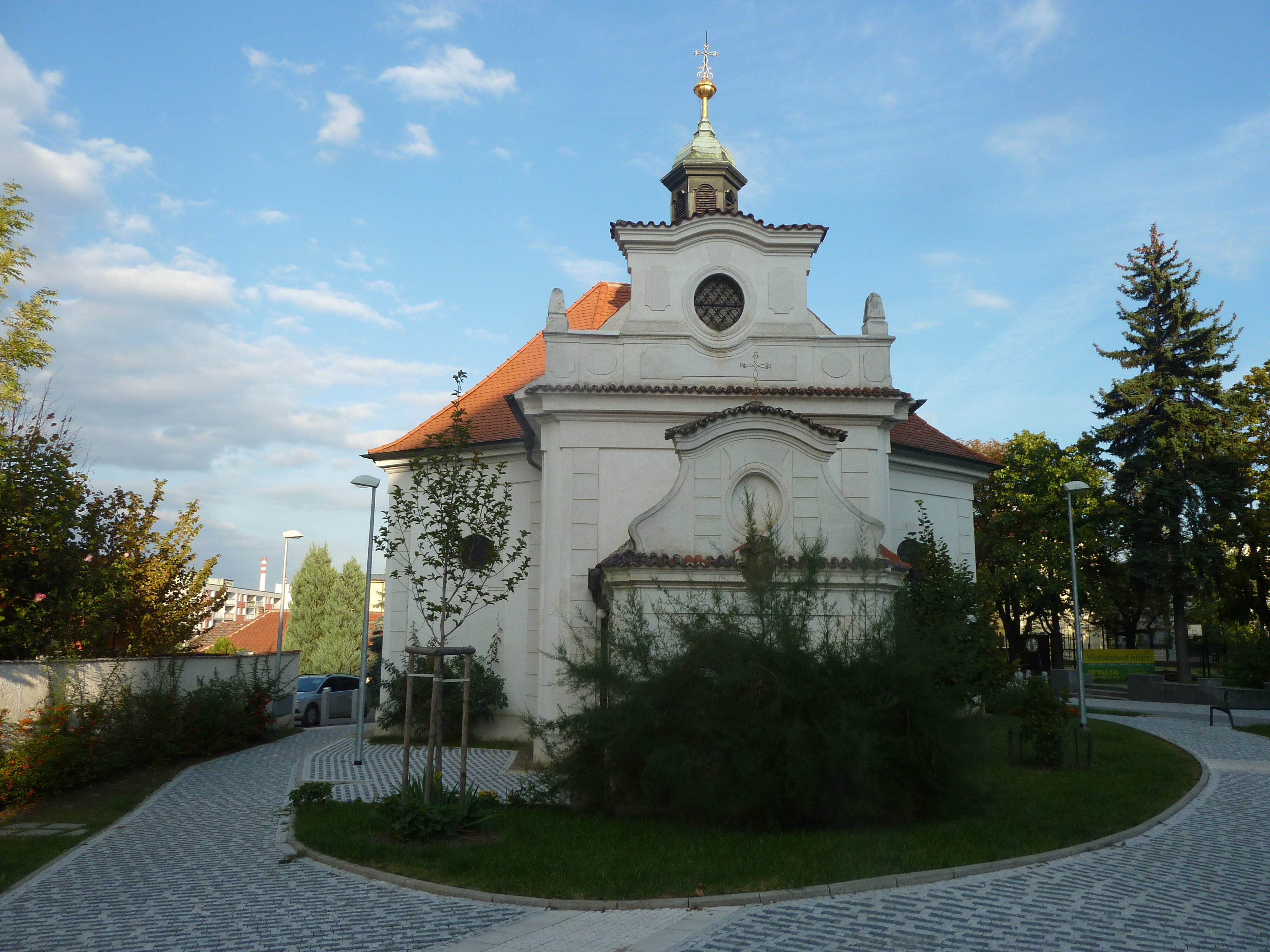
Čelní pohled na kostel
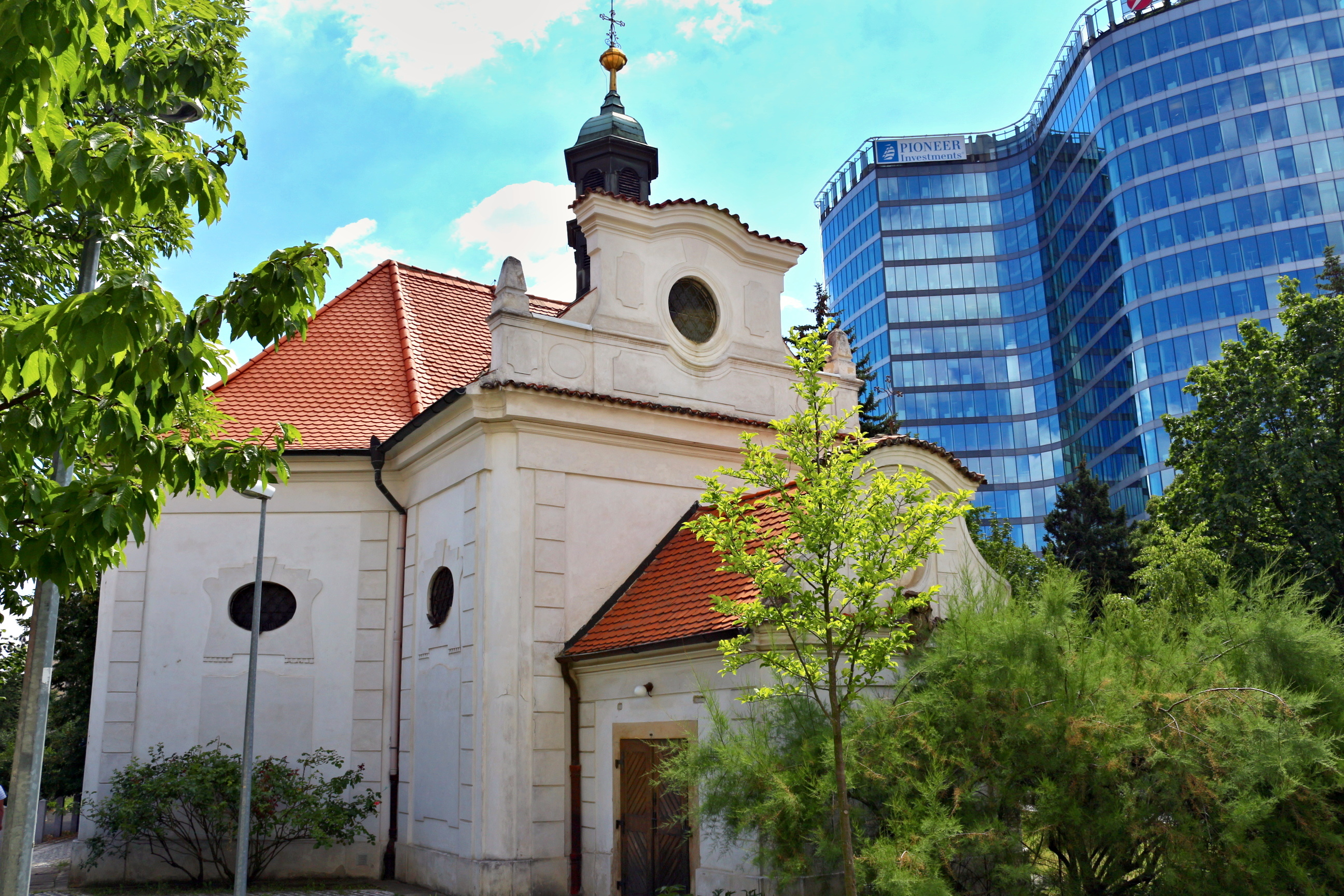
Kostel s výškovou budovou Filadelfie v pozadí
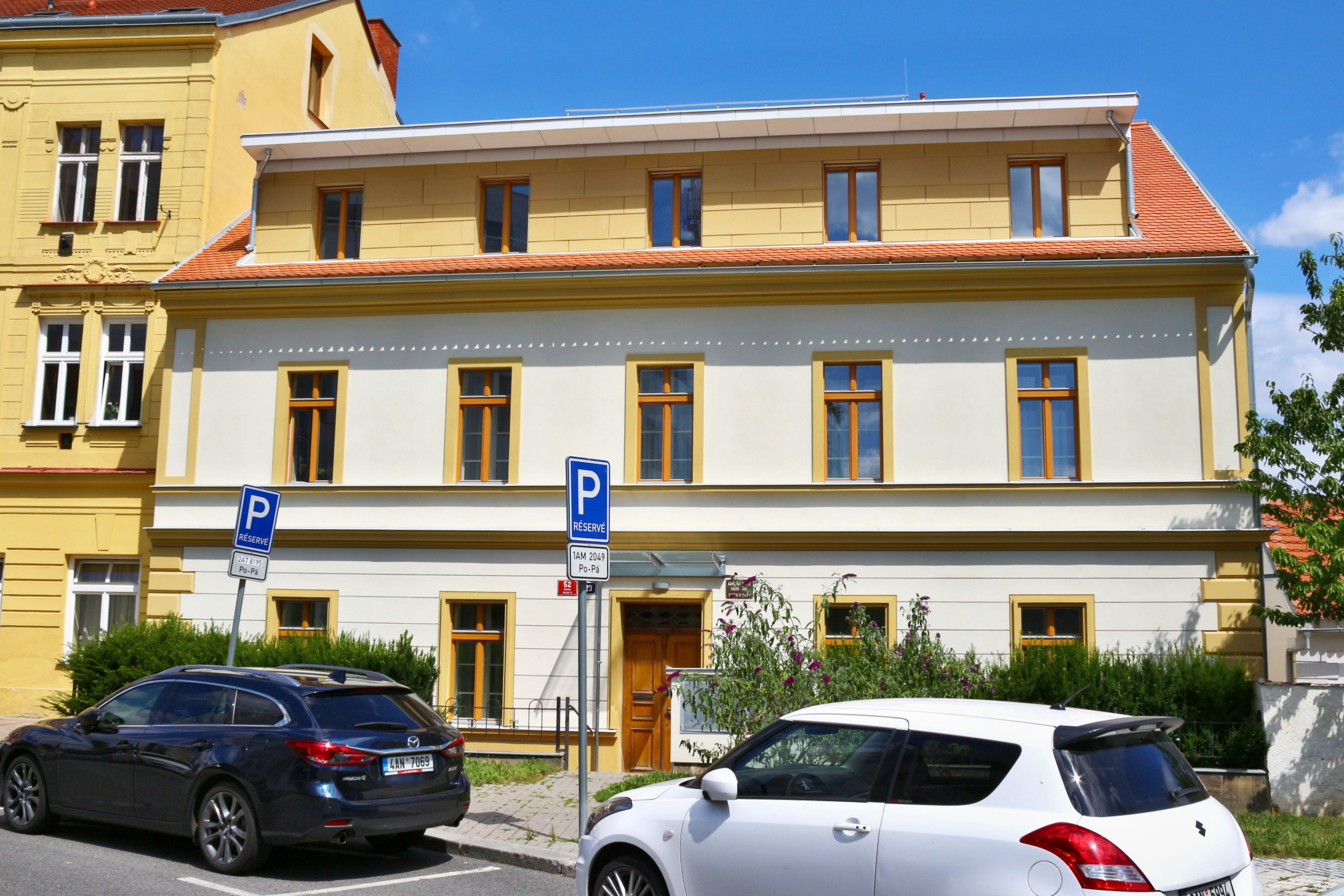
Budova michelské farnosti
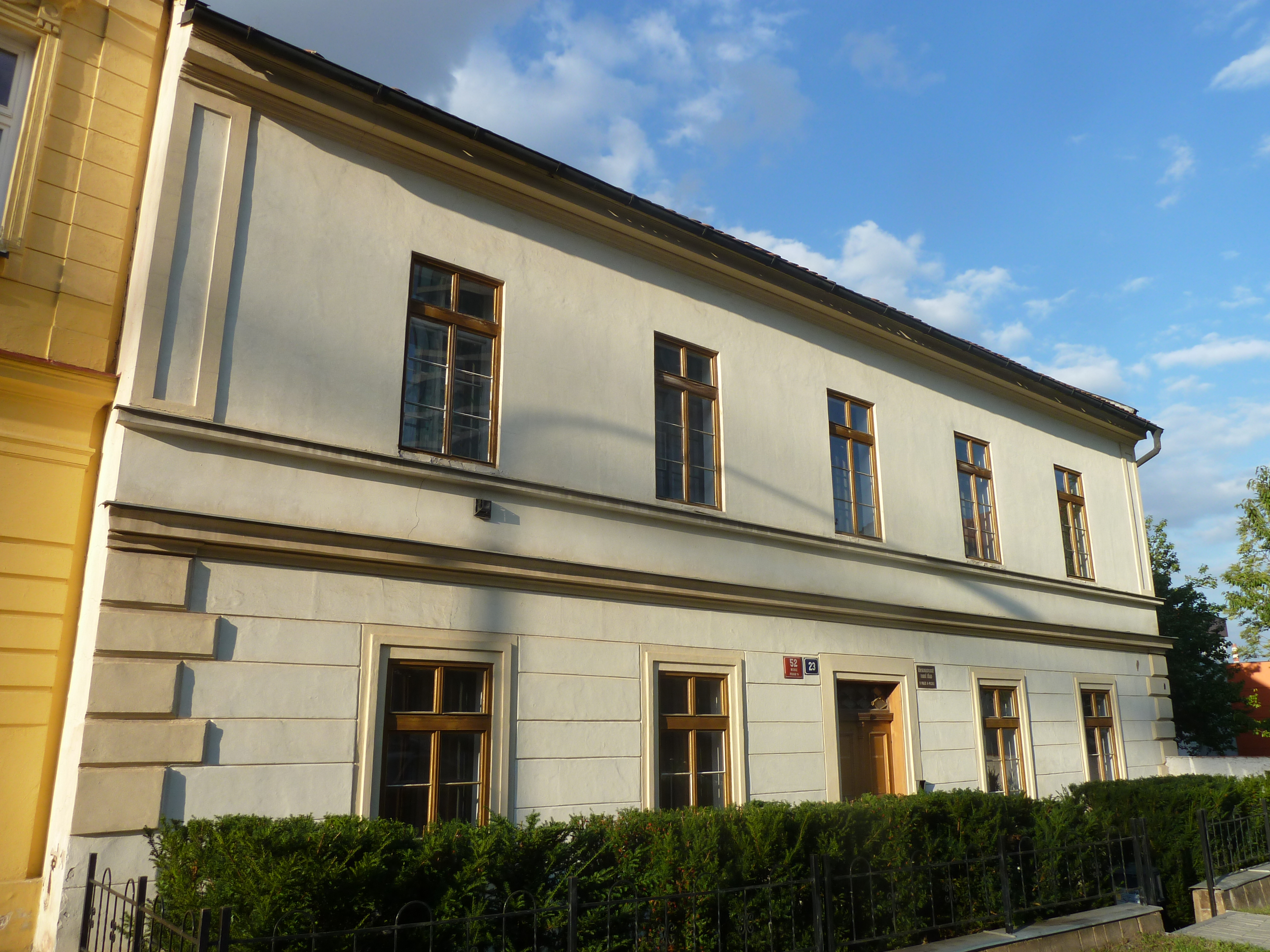
Fara

#### Prameny
- Pamětní knihy z let 1724–1946, tři svazky, rukopisy latinské, německé a české; Archiv hlavního města Prahy